# 콘키

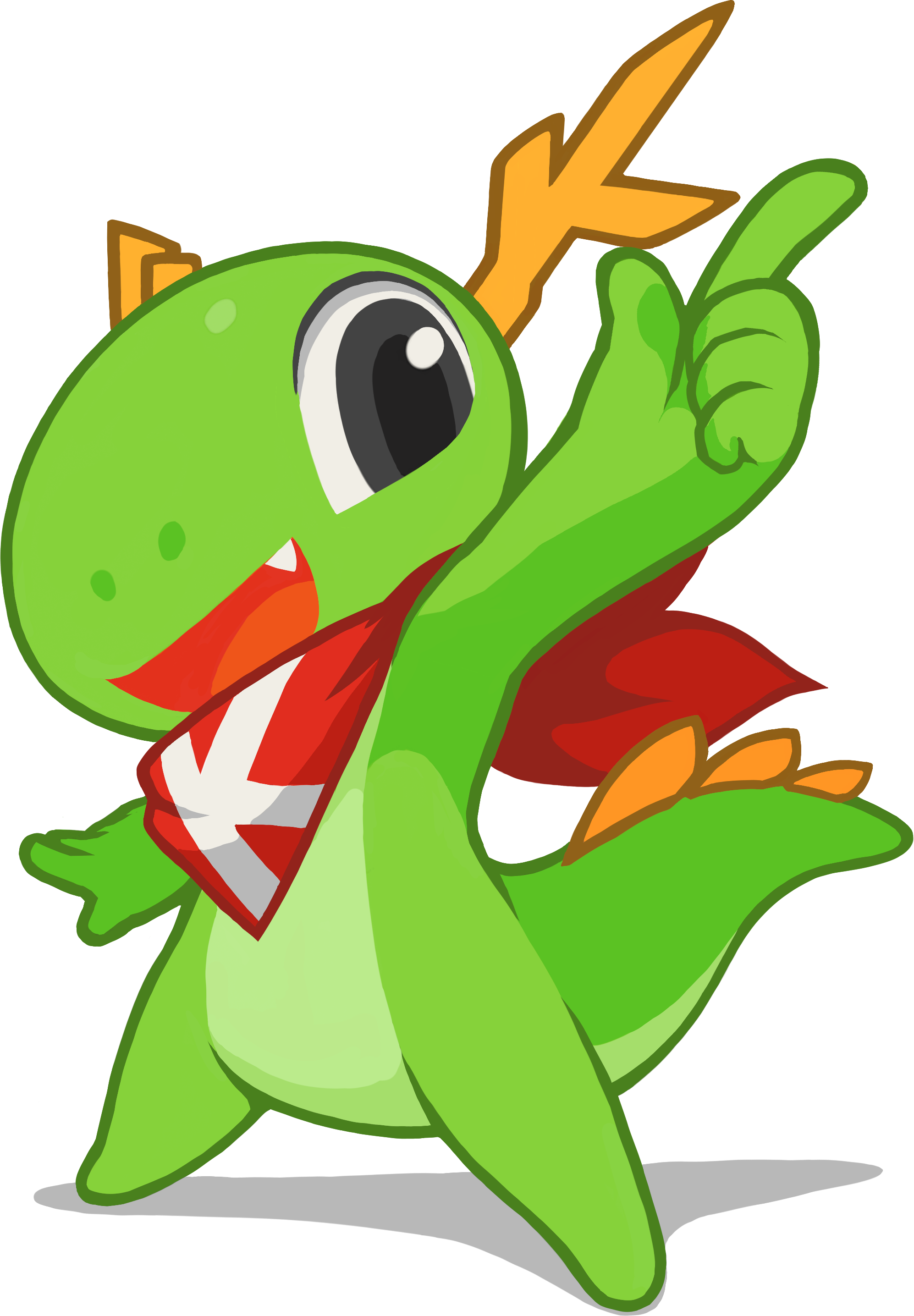
현재 콘키의 모습. 리디자인 경연대회 우승작이다.

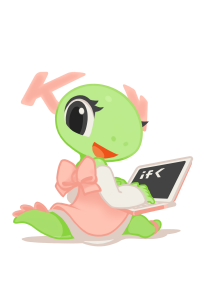
콘키의 여자친구 케이티

Konqi(콘키), Konqi Konqueror(콘키 컨커러)는 현재 KDE 프로젝트의 마스코트로, 작은 초록색의 활기찬 용이다. KDE 소프트웨어와 KDE 홈페이지를 포함한 많은 웹사이트에서 찾아볼 수 있다. "Konqi"라는 이름은 KDE의 웹/파일 브라우저인 컨커러에서 따와 정해졌다. 콘키 마스코트의 제작자는 타이슨 탄이다. 이전 마스코트의 제작자는 스테판 스파츠(Stefan Spatz)였다.
Konqi는 KDE의 3.x대 이상의 버전에서 볼 수 있다. 2.x대 버전에서는 간달프라고 불리는 마법사가 마스코트였다. Konqi는 KDE 2.x대의 버전의 KDE 충돌 보고창에서 나타나기도 한다.

## 케이티
Konqi는 Katie(케이티)라고 불리는 여자 친구가 있는데 Katie는 Konqi가 바쁠 때, 즉 새로운 KDE 버전을 개발할 때 나타난다. Katie는 KDE 우먼스 프로젝트(Women's Project)의 마스코트이기도 하다.

## 갤러리

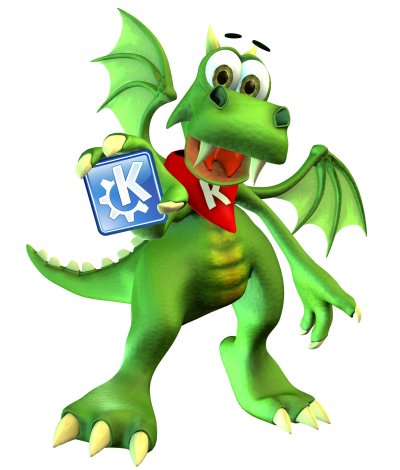
옛날 버전의 콘키
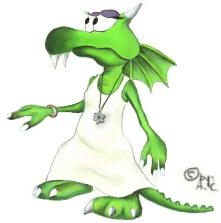
옛날 버전의 케이티

## 같이 보기
- KDE